# Taekwondo-Weltmeisterschaften 2011
Die 20. Taekwondo-Weltmeisterschaft fand vom 1. bis 6. Mai 2011 in der südkoreanischen Stadt Gyeongju statt.
Der Council der World Taekwondo Federation (WTF) entschied sich am 29. November 2009 während seiner Sitzung in Kairo für die Bewerbung. Eine vierköpfige südkoreanische Delegation, die von Jin Bang Yang, dem Generalsekretär des Koreanischen Taekwon-Do Verbandes (한국 태권도 협회; 韓國 跆拳道 協會; KTA), angeführt wurde, war zur Präsentation nach Kairo gereist.
Südkorea war zum sechsten Mal Gastgeber der Weltmeisterschaft, zuletzt war sie 2001 in der Stadt Jeju-si veranstaltet worden.

## Ergebnisse

### Männer
| Gewichtsklasse | Gold                 | Silber                   | Bronze            |
| -------------- | -------------------- | ------------------------ | ----------------- |
| - 54 kg        | Chutchawal Khawlaor  | Park Ji-woong            | Seifula Magomedow |
| - 54 kg        | Chutchawal Khawlaor  | Park Ji-woong            | Meisam Bagheri    |
| - 58 kg        | Joel González        | Rui Bragança             | Yulis Mercedes    |
| - 58 kg        | Joel González        | Rui Bragança             | Wei Chen-yang     |
| - 63 kg        | Lee Dae-hoon         | Michael Harvey           | Nacha Punthong    |
| - 63 kg        | Lee Dae-hoon         | Michael Harvey           | Lê Huỳnh Châu     |
| - 68 kg        | Servet Tazegül       | Mohammad Bagheri Motamed | Rohullah Nikpai   |
| - 68 kg        | Servet Tazegül       | Mohammad Bagheri Motamed | Martin Stamper    |
| - 74 kg        | Alireza Nasr Azadani | Patiwat Thongsalap       | Ismaël Coulibaly  |
| - 74 kg        | Alireza Nasr Azadani | Patiwat Thongsalap       | Rıdvan Baygut     |
| - 80 kg        | Farzad Abdollahi     | Yunus Sarı               | Ramin Azizov      |
| - 80 kg        | Farzad Abdollahi     | Yunus Sarı               | Issam Chernoubi   |
| - 87 kg        | Youssef Karami       | Cha Dong-min             | Jon García        |
| - 87 kg        | Youssef Karami       | Cha Dong-min             | Carlo Molfetta    |
| + 87 kg        | Jo Chol-ho           | Akmal Ergashev           | Kourosh Rajoli    |
| + 87 kg        | Jo Chol-ho           | Akmal Ergashev           | Andreas Stylianou |

### Frauen
| Gewichtsklasse | Gold                 | Silber         | Bronze                    |
| -------------- | -------------------- | -------------- | ------------------------- |
| - 46 kg        | Kim So-hui           | Li Zhaoyi      | Rukiye Yıldırım           |
| - 46 kg        | Kim So-hui           | Li Zhaoyi      | Sümeyye Manz              |
| - 49 kg        | Wu Jingyu            | Yang Shu-chun  | Brigitte Yagüe            |
| - 49 kg        | Wu Jingyu            | Yang Shu-chun  | Sanaa Atabrour            |
| - 53 kg        | Ana Zaninović        | Lamyaa Bekkali | Hatice Kübra Yangın       |
| - 53 kg        | Ana Zaninović        | Lamyaa Bekkali | Lee Hye-young             |
| - 57 kg        | Hou Yuzhuo           | Jade Jones     | Marlène Harnois           |
| - 57 kg        | Hou Yuzhuo           | Jade Jones     | Lim Su-jeong              |
| - 62 kg        | Rangsiya Nisaisom    | Marina Sumić   | Karine Sergerie           |
| - 62 kg        | Rangsiya Nisaisom    | Marina Sumić   | Dürdane Altunel           |
| - 67 kg        | Sarah Stevenson      | Yunfei Guo     | Hwang Kyung-seon          |
| - 67 kg        | Sarah Stevenson      | Yunfei Guo     | Helena Fromm              |
| - 73 kg        | Gwladys Épangue      | Oh Hye-ri      | Milica Mandić             |
| - 73 kg        | Gwladys Épangue      | Oh Hye-ri      | Anastassija Baryschnikowa |
| + 73 kg        | Anne-Caroline Graffe | An Sae-bom     | Rosana Simón              |
| + 73 kg        | Anne-Caroline Graffe | An Sae-bom     | Olga Iwanowa              |

## Medaillenspiegel
| Platz  | Land                    | Gold | Silber | Bronze | Gesamt |
| ------ | ----------------------- | ---- | ------ | ------ | ------ |
| 1      | Südkorea                | 3    | 4      | 3      | 10     |
| 2      | Iran                    | 3    | 1      | 2      | 6      |
| 3      | Volksrepublik China     | 2    | 2      | –      | 4      |
| 4      | Thailand                | 2    | 1      | 1      | 4      |
| 5      | Frankreich              | 2    | –      | 1      | 3      |
| 6      | Vereinigtes Königreich  | 1    | 2      | 1      | 4      |
| 7      | Türkei                  | 1    | 1      | 4      | 6      |
| 8      | Kroatien                | 1    | 1      | –      | 2      |
| 9      | Spanien                 | 1    | –      | 3      | 4      |
| 10     | Marokko                 | –    | 1      | 2      | 3      |
| 11     | Chinesisch Taipeh       | –    | 1      | 1      | 2      |
| 12     | Portugal                | –    | 1      | –      | 1      |
|        | Usbekistan              | –    | 1      | –      | 1      |
| 14     | Russland                | –    | –      | 3      | 3      |
| 15     | Deutschland             | –    | –      | 2      | 2      |
| 16     | Afghanistan             | –    | –      | 1      | 1      |
|        | Aserbaidschan           | –    | –      | 1      | 1      |
|        | Kanada                  | –    | –      | 1      | 1      |
|        | Zypern                  | –    | –      | 1      | 1      |
|        | Dominikanische Republik | –    | –      | 1      | 1      |
|        | Italien                 | –    | –      | 1      | 1      |
|        | Mali                    | –    | –      | 1      | 1      |
|        | Serbien                 | –    | –      | 1      | 1      |
|        | Vietnam                 | –    | –      | 1      | 1      |
| Gesamt | Gesamt                  | 16   | 16     | 32     | 64     |